# Per Gudmundson (musikalbum)
Per Gudmundson är ett musikalbum av Per Gudmundson, utgivet 1993 av GIGA

## Låtlista
Alla låtar är traditionella.
1. "Polska efter Monis Olle" – 2:25
2. "Polska efter Ollas Per" – 2:15
3. "'Kalla kårar', polska efter Pekkos Helmer" – 1:48
4. "Brudhisslåt efter Jonas Olle / 'Jag ser uppå dina ögon', vispolska efter Petters Erik" – 2:20
5. "Polska efter Blank Anna" – 1:49
6. "Skänklåt efter Flink / Steklåt efter Tjäder Hans" – 3:06
7. "Hornlåt efter Börjes Olle" – 1:22
8. "Grins Hans jässpôdspolska" – 1:48
9. "Sjöns Gubbens polska" – 1:44
10. "'Vårvindar friska', polska efter Petters Erik" – 2:36
11. "Vispolska efter Erik Björk" – 2:24
12. "Till Mikaelidagen" – 1:29
13. "Brudpolska efter Blank Anders" – 1:39
14. "Polska efter Blank Anders" – 1:43
15. "Jässpôdspolska" – 2:12
16. "Sarkofagmarschen" – 2:26
17. "Polska efter Petters Erik" – 2:34
18. "Två polskor efter Jonas Olle" – 3:42
19. "Skänklåt efter Sparv Far" – 1:17
20. "Sparv Fars visa" – 2:02
21. "Köpmanpolska efter Petters Erik" – 2:40
22. "Polska efter Söderholm" – 2:33

Total tid: 49:00

## Medverkande
- Per Gudmundson — fiol